# William Hjortsberg
William Reinhold "Gatz" Hjortsberg (Nova Iorque, 23 de fevereiro de 1941 – Livingston, 22 de abril de 2017) foi um escritor e roteirista norte-americano, que escreveu o roteiro do filme Legend.
É conhecido pelo seu romance de horror Falling Angel, adaptado para o cinema por Alan Parker no filme Angel Heart, de 1987. O romance foi adaptado para uma ópera em 2015, composta por J. Mark Scearce com libreto de Lucy Thurber.

## Vida pessoal e morte
Hjortsberg era filho único de um pai restaurateur sueco e de uma mãe suíça. Ele frequentou o Dartmouth College, a Yale School of Drama (onde conheceu Thomas McGuane) e foi um Stegner Fellow na Universidade de Stanford. Ele foi casado três vezes e teve um filho e uma filha. Ele morreu de câncer pancreático em 22 de abril de 2017, aos 76 anos.

## Angel Heart
Seu quinto livro, "Falling Angel", publicado em 1978, foi posteriormente transformado em um filme de 1987 chamado "Angel Heart", estrelado por Mickey Rourke como o personagem principal e Robert DeNiro e Lisa Bonet em papéis coadjuvantes. Embora o filme tenha sido baseado no romance, várias mudanças do material original foram feitas.
Em 2020, uma sequência de Falling Angel, Angel's Inferno, foi publicada postumamente.

## Romances
- Alp (1969)
- Gray Matters (1971)
- Symbiography (1973)
- Toro! Toro! Toro! (1974)
- Falling Angel (1978)
- Tales & Fables (1985), publicado pela Sylvester & Orphanos
- Nevermore (1994)
- Mañana (2015), um suspense ambientado no México.[10]
- Angel's Inferno (2020)

## Roteiros
- Thunder and Lightning (1977)
- The Georgia Peaches (1980) (TV)
- Legend (1985)
- Mandrake the Magician (Não produzido)[11]

## Não ficção
- Hjortsberg, William (2012). Jubilee Hitchhiker: The Life and Times of Richard Brautigan. [S.l.]: Counterpoint Press. ISBN 9781582437903 Uma biografia do escritor Richard Brautigan.